# Franz Kops

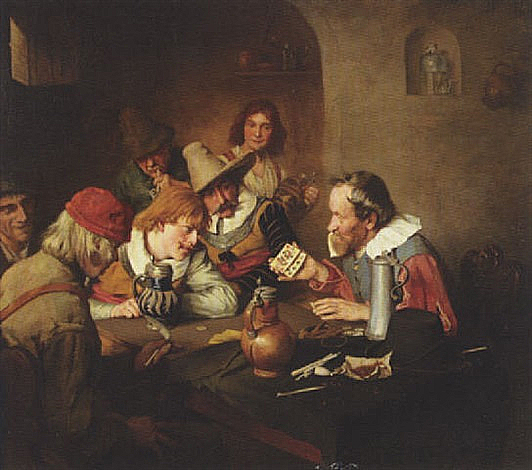
Die Kartenspieler, 1888

Franz Hermann Kops (* 14. Juli 1846 in Berlin; † 24. August 1896 in Dresden) war ein deutscher Porträt- und Genremaler.
Kops studierte Malerei an der Großherzoglich-Sächsischen Kunstschule Weimar und im Atelier von Ferdinand Pauwels. Nach längeren Aufenthalten in Berlin und Weimar ließ er sich am Ende der 1870er Jahre in Dresden nieder und gründete in Blasewitz eine Malerinnenschule. Er wurde zum zweiten Vorsitzenden der Dresdner Kunstgenossenschaft gewählt. 
Kops porträtierte u. a. den Schauspieler Ludwig Barnay, die Maler Emil Rieck, Otto Piltz und Guido Hammer, den Kupferstecher Hugo Bürkner sowie die Bildhauer Hermann Hultzsch und Johannes Schilling. 1893 schuf er ein Porträt der Königin von Sachsen, Carola von Wasa-Holstein-Gottorp.
Am 15. September 2019 wurde eine Folge der Sendung Lieb & Teuer des NDR ausgestrahlt, die im Schloss Reinbek gedreht und von Janin Ullmann moderiert wurde. Darin wurde mit der Gemälde-Expertin Beate Rhenisch und Peter Kops das bekannteste Genregemälde von Franz Kops besprochen, das den Titel Ein neuer Menzel trägt. Der Eigentümer des Gemäldes Peter Kops ist ein Urenkel von Franz Kops.